# Amilcare Puviani
Amilcare Puviani (* 1854 in San Felice sul Panaro; † 1907) war ein italienischer Ökonom und gilt als früher Vertreter der Public-Choice-Theorie.  Er befasste sich mit Staatsfinanzierung sowie deren soziologischen und gesellschaftspolitischen Aspekten.

## Leben
Puviani stammte aus der Provinz Modena. Am 29. Juli 1876 beendete er ein Jurastudium an der Universität Bologna mit Auszeichnung und einem Thema zur „indirekten Prävention“ (Della prevenzione in generale e specialmente della prevenzione mediata). Danach studierte er Finanzwesen in Perugia und erhielt dort eine Professur. 1903 publizierte er in seinen „Illusionen in der öffentlichen Finanzwirtschaft“ die erste systematische Analyse der Zusammenhänge und Effekte von Steuern und öffentlichen Ausgaben Italiens. Er fand in den engen Beziehungen zwischen Gesetzgeber und Interessengruppen die Hauptursache für fehlende Transparenz.
Seine Ideen wurden später in der Neuen Politischen Ökonomie durch James M. Buchanan weiterentwickelt und seine Bücher einige Male neu aufgelegt.

## Heute
Puvianis Arbeiten werden häufig auf 11 Vorschläge seines Werkes Teoria della illusione finanziaria reduziert, in dem er einer Regierung empfiehlt, wie sie möglichst viel Geld aus ihren Untertanen pressen kann, ohne offenen Widerstand zu provozieren.
Diese waren:
- Besser indirekte als direkte Steuern, um diese im Warenpreis verbergen zu können.
- Kreditfinanzierung der Staatsausgaben, um künftige Generationen (und nicht die jetzige) zu besteuern.
- Förderung der Inflation, um Staatsschulden zu entwerten.
- Besteuerung von Luxusgütern und Schenkungen, da leichter akzeptabel.
- Etabliere „zeitlich befristete Steuern“ in einer Ausnahmesituation und lasse sie bestehen.
- Nutze soziale Konflikte zur Besteuerung unpopulärer Gruppen, wie z. B. Reiche.
- Drohe mit der Verweigerung von Leistungen und sozialem Zusammenbruch bei Steuerminderung.
- Zerlege die Steuern über das Jahr in Raten.
- Verschweige die tatsächliche Höhe der Belastung.
- Führe die Haushaltsberatungen im Parlament so, dass sie unverständlich bleiben.
- Verstecke Ausgabepositionen im Haushaltsplan hinter Allgemeinbegriffen.

## Werke
- Del Sistema Economico Borghese in rapporto alla civiltà. N.Zanichelli. Bologna. 1883
- Il contenuto dell'imposta sui fabbricati secondo la scienza delle finanze ed il diritto finanziario. Perugia. 1889
- Teoria della illusione nelle entrate pubbliche. Perugia. 1897
  - dt.: Die Illusionen in der öffentlichen Finanzwirtschaft. Duncker & Humblot. Berlin. 1960, ÜS: Felix Rexhausen
- Teoria della illusione finanziaria. Palermo. 1903